# Moschee des Usbek Chan

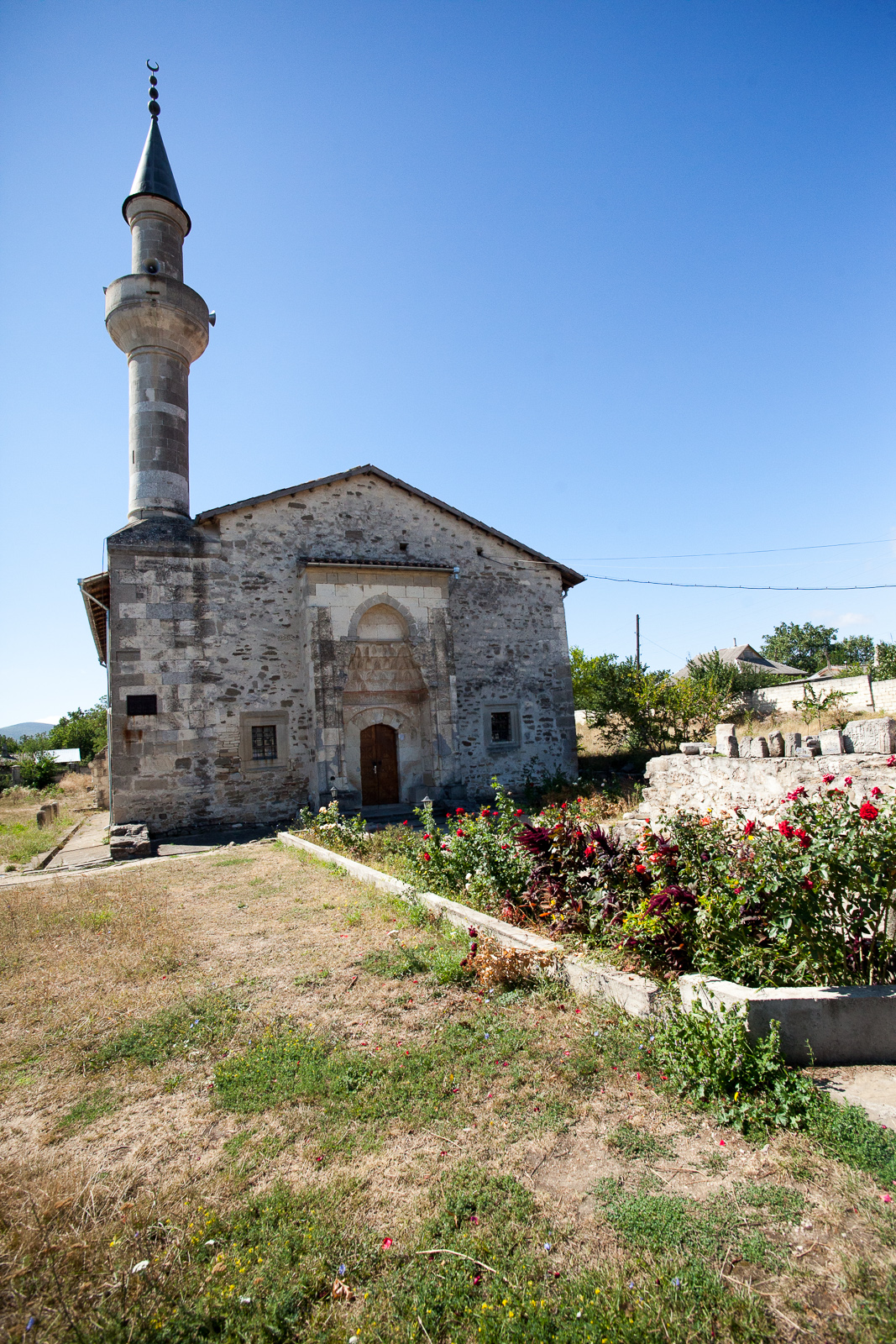
Usbek-Chan-Moschee, Blick von Norden (2012)

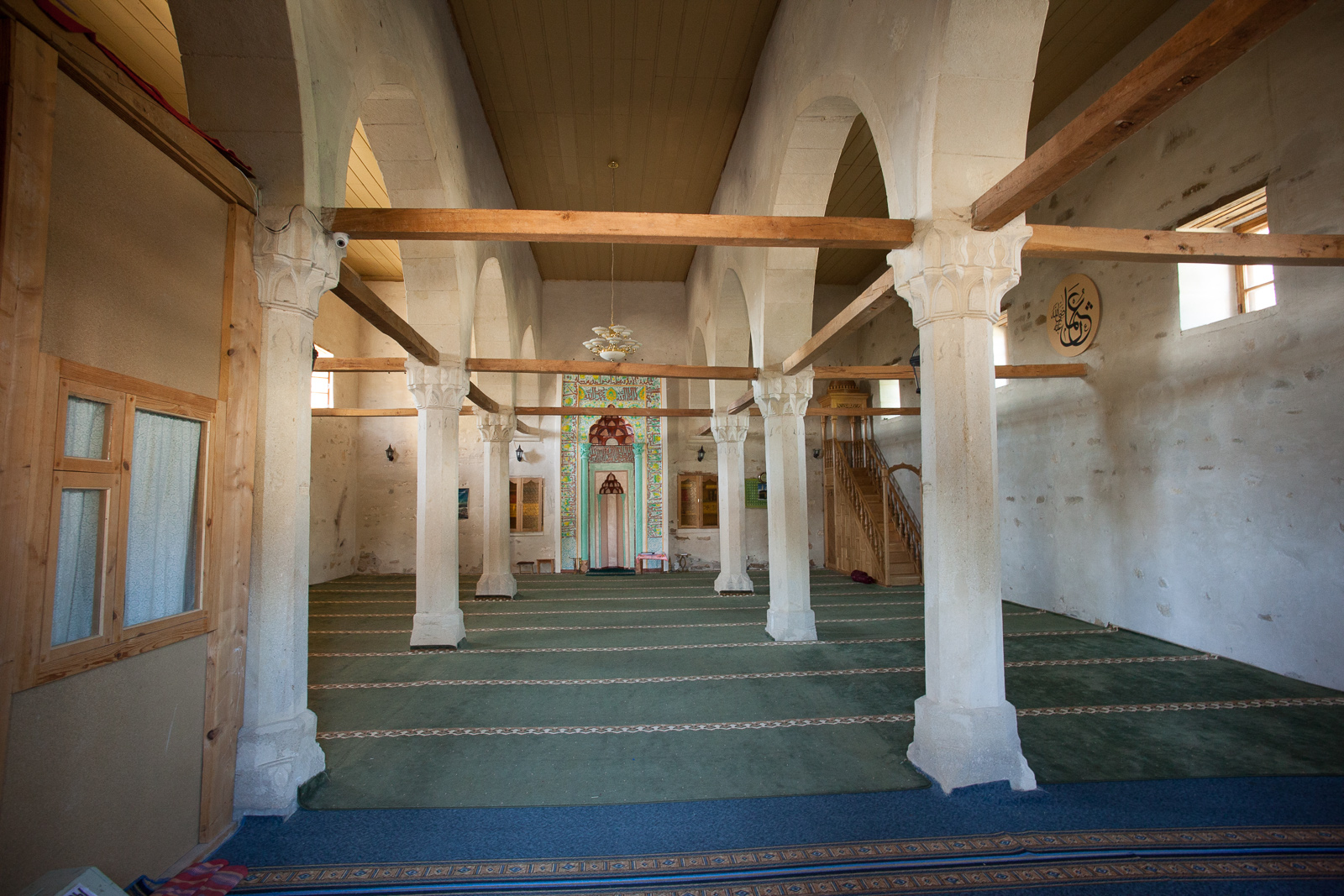
Innenansicht (2012)

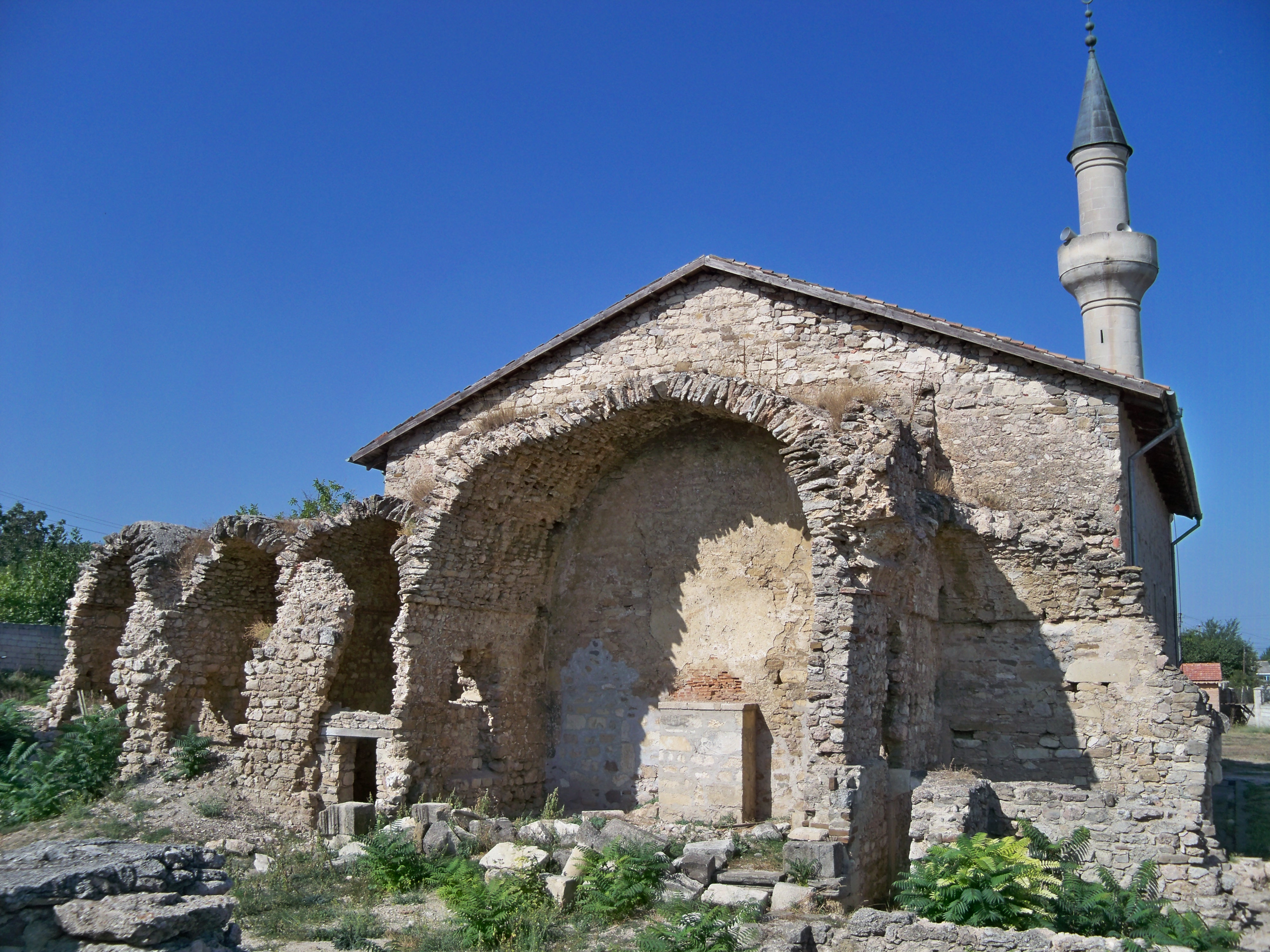
Blick von Süden auf die Medrese (2015)

Die Moschee des Usbek Chan (krimtatarisch Özbek Han camisi, ukrainisch Мечеть хана Узбека Metschet chana Usbeka) befindet sich in Staryj Krym in der ukrainischen Autonomen Republik Krim. Sie gilt als die älteste erhaltene Moschee der Halbinsel Krim.

## Geschichte
Die Usbek-Chan-Moschee wurde 1314 unter der Herrschaft von Sultan Mohammed Öz Beg (Ösbek Chan) im damaligen Hauptort der Krim errichtet. Laut der Inschrift am Portal war  Abdulaziz ibn Ibrahim el Arbeli der Stifter. Mindestens zwei frühere Moscheen lassen sich im heutigen Staryj Krim belegen: die erste Moschee von 1263 sowie eine vom Mameluken-Sultan von Kairo gestiftete Moschee von 1287.
Bald nach der Erbauung der Moschee entstand im Jahre 1332 im Auftrag von Inci Chatun, der Tochter des Kilburun Bej, eine Medrese neben der Moschee. Von dieser ist nur eine Ruine erhalten, die an die südlichen Mauern der Moschee anschließt. Der russische Historiker M. G. Kramarowski (Eremitage-Museum, St. Petersburg) unternahm in den Jahren von 1978 bis 1983 Ausgrabungen, die ergaben, dass die Moschee an dieser Stelle erst um das Jahr 1500 erbaut wurde und dabei nur Elemente der ursprünglichen Moschee (unter anderem das Portal und der Mihrāb), die sich an einem anderen Standort in Staryj Krym befand, übernommen wurden.
Nach der Deportation der Krimtataren 1944 unter sowjetischer Herrschaft und deren Rückkehr in den 1990er Jahren steht die Usbek-Chan-Moschee heute wieder den Gläubigen offen. Sie wurde 1990 von tatarischen Bürgerorganisationen restauriert, wobei auch der Holzbalkon am Minarett hinzugefügt wurde.

## Baubeschreibung
Das Bauwerk hat einen rechteckigen Grundriss. Die architektonischen Besonderheiten der Usbek-Chan-Moschee erinnern an die unter seldschuckischer Herrschaft in Anatolien errichteten Gebäude. Der Bau hat ein Minarett an der Nord-Ost-Ecke mit einer typisch osmanischen, konischen Kappe und einem abgerundeten Scheref (Balkon) sowie Dachschmuck. Die Nord-Süd-Achse der Moschee ist auf die Qibla ausgerichtet. Sie ist mit einem Satteldach bedeckt, das auf den Seitenwänden der Gebetshalle ruht und von den Arkaden gestützt wird. Ihr Grundriss misst etwa 13,5 × 17,5 Meter.
Insbesondere der Portikus an der Nordseite der Moschee gilt mit seinem Stalaktitengewölbe mit vier Reihen Muqarnas, einem Spitzbogen, der Stifterinschrift, dem flachen Tympanon und den flankierenden, eingelassenen Säulen als sehenswert. Die Verzierungen und Zierleisten des Portalrahmens gelten zum Großteil als verloren. Die Holztür weist zudem Schnitzmuster auf. Die Moschee steht in der Ukraine als Architekturdenkmal unter Denkmalschutz.
Im Inneren zeigt sich die Moschee als dreischiffige Gebetshalle mit spitzbogigen Arkaden. Die Bögen der Arkaden werden von je drei achteckigen Säulen getragen, die mit Muqarnas-Kapitellen verziert wurden. Holzbalken verbinden sie mit den Wänden. Auch der Mihrāb am Ende des Mittelgangs weist eine Bekrönung mit Muqarnas auf. Er wird von zwei Säulen flankiert und sein Rahmen ist bunt dekoriert. Ob die Fenster der Seitenwände zum Ursprungsbau gehören oder später ergänzt wurden, ist nicht bekannt.
Die Medrese wurde laut den Ausgrabungen von Kramarowski bereits im 15. Jahrhundert aufgegeben. In einem der Räume fand man zahlreiche Silbermünzen des 14. Jahrhunderts. Sie misst 29 × 31 Meter und weist ein nach Osten gerichtetes Portal auf. In der Mitte befindet sich ein großer, rechteckiger Innenhof, an dessen Westseite der Unterrichtsraum in einem großen Iwan zu finden war. Er wies a den Seiten zwei geschlossene Räume für den Winter auf. An den anderen drei Seiten befand sich 17 gewölbte Studentenzellen, zwischen denen zwei Iwans und ein Winterraum zu finden waren. Nach dem einstigen Namen Staryj Kryms wird sie heute auch Solchat-Medresse (ukrainisch Медресе Солхата Medrese Solchata) genannt. Aufgrund des Zusammenhangs mit der Moschee findet sich zudem die Bezeichnung als Medrese von Usbek Chan (Mедресе хана Узбека, Medrese chana Usbeka). Im Jahr 1797 hielt Michail Matwejewitsch Iwanow ihr Portal in einem Gemälde fest.
Im Umfeld der Moschee sind historische Grabsteine erhalten. Im Hof wurde ein Brunnen und ein Vorfluter ausgegraben. Ein 1925 erwähnter Marmorgrabstein fehlt mittlerweile, das Grab von Inci-Bey Chatun (gest. 1371) ist ruinös erhalten.
Im Jahr 2014 wurde eine 10-Hrywnja-Gedenkmünze zum 700-jährigen Gründungsjubiläum von der ukrainischen Zentralbank herausgegeben.